# District de Hashima
Pour les articles homonymes, voir Hashima.
Le district de Hashima (羽島郡, Hashima-gun) est un district de la préfecture de Gifu au Japon.
Au 1er mai 2014, sa population était de 47 347 habitants pour une superficie de 18,26 km2.

## Communes du district
- Ginan
- Kasamatsu